# Schewtschenkowe (Konotop, Popiwka)
Schewtschenkowe (ukrainisch Шевченкове; russisch Шевченково Schewtschenkowo) ist ein Dorf in der ukrainischen Oblast Sumy mit 595 Einwohnern.

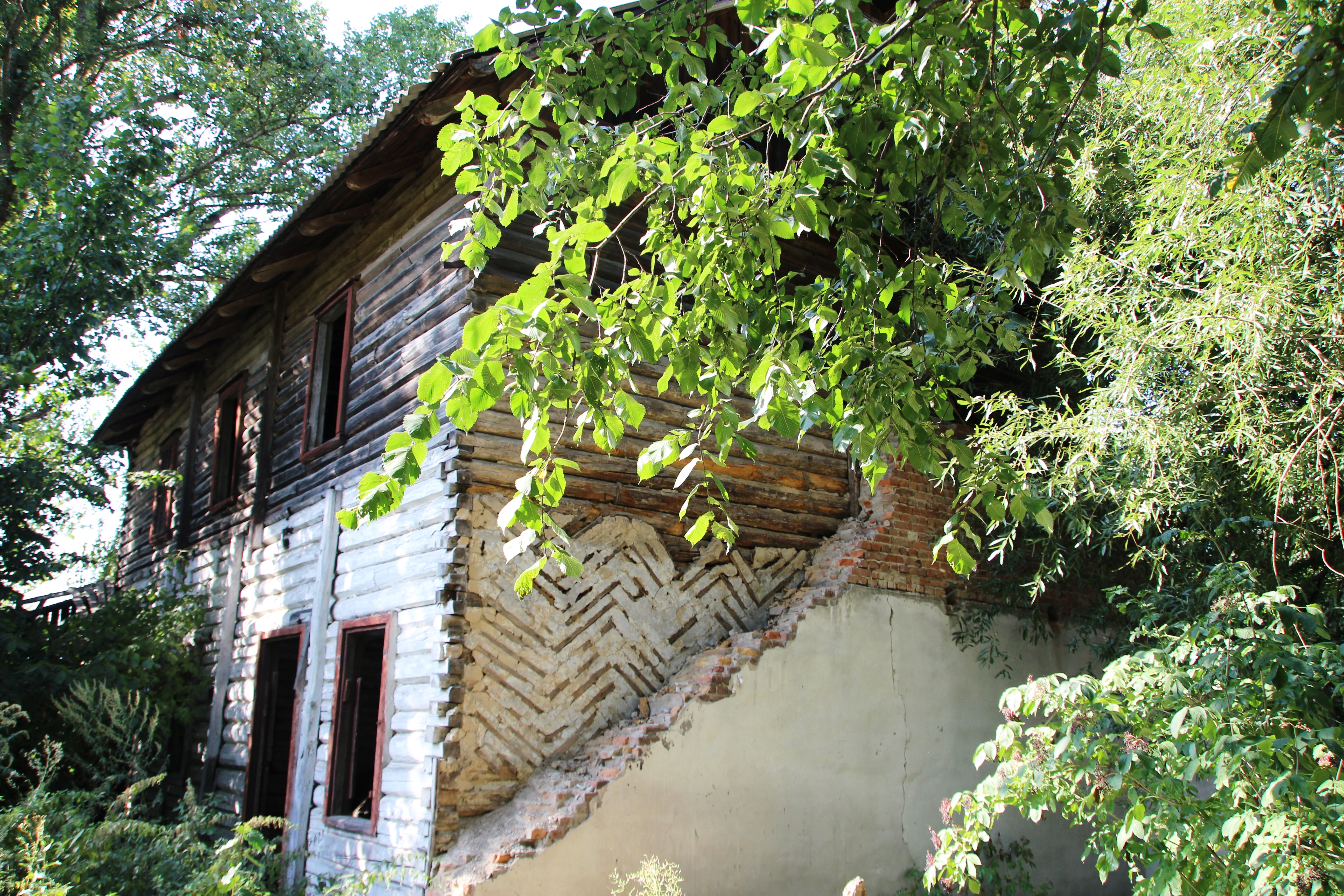
Baufällige Ruine des einstigen Lasarewskyj-Anwesens

Das erstmals Mitte des 18. Jahrhunderts schriftlich erwähnte Dorf hieß bis 1923 Hyriwka/Hyrjawka (Гирівка/Гирявка). Anlässlich eines Besuchs des ukrainischen Nationaldichters Taras Schewtschenko bei der im Dorf lebenden Familie Lasarewskyj im Jahr 1859 wurde das Dorf am 10. März 1923 in Schewtschenkowe umbenannt.
Schewtschenkowe ist das administrative Zentrum der gleichnamigen Landratsgemeinde im Rajon Konotop, zu der noch das Dorf Torhowyzja (Торговиця, ⊙) mit etwa 50 Einwohnern gehört.
Die Ortschaft liegt an der Regionalstraße P–60 (die frühere Territorialstraße T–19–04) sowie am Ufer des Kanals, der die Flüsse Romen und Kukolka (Куколка) verbindet.
Schewtschenkowe befindet sich 20 km südlich vom Rajonzentrum Konotop und etwa 120 km westlich vom Oblastzentrum Sumy.

## Söhne und Töchter der Ortschaft
- Oleksandr Lasarewskyj (1834–1902), ukrainischer Historiker und Schewtschenko-Biograph
- Wassyl Lasarewskyj (1817–1890), ukrainischer Schriftsteller und Übersetzer